# Xenia (Koralle)
Xenia ist eine Gattung von Oktokorallen aus den Korallenriffen des tropischen Indopazifik und des Roten Meeres.

## Merkmale
Es sind Tierkolonien, die aus vielen Einzelpolypen bestehen. Xenia-Arten haben einen weichen, durch Sekrete sehr schleimigen, kurzen Stamm und nicht zurückziehbare, monomorphe Polypen. Einige Arten wachsen auch krustenförmig. Der Einzelpolyp hat wie bei allen Gattungen aus der Unterklasse Octocorallia, acht gefiederte Tentakel. Die Sklerite von Xenia haben die Form winziger Blättchen. Die Farbe reicht von Braun über Beige bis zu Weiß. Die Polypen vieler Arten führen charakteristische Pumpbewegungen aus, durch die die Nährstoffe aus dem Wasser besser an alle Polypen verteilt werden und der Sauerstoff aus dem Korallengewebe abtransportiert wird. Die pulsierenden Bewegungen bringen den Xenien einen Selektionsvorteil gegenüber anderen Korallenarten. Bei der Photosynthese der symbiotischen Algen entstehen auch Sauerstoff-Radikale, die dem Stoffwechsel der Korallen schaden. Im Zuge der Ozeanerwärmung führen die Radikale dazu, dass einige Korallen die symbiotischen Algen abstoßen und sterben. Durch die Bewegung der Xenia können die Radikale besser abtransportiert werden und stören somit nicht die Symbiose.
Alle Xenia-Arten leben in einer Symbiose mit einzelligen, symbiotischen Algen (Zooxanthellen), von denen sie den Hauptteil der benötigten Nährstoffe und Sauerstoff beziehen. Daneben nehmen sie auch über die Haut organische Substanzen aus dem umgebenden Wasser auf.
Xenia-Arten können sich sehr schnell vegetativ vermehren und im Flachwasser, nahe der Wasseroberfläche große monospezifische Bestände bilden.